# Tenidium
Tenidium (łac. taenidium, l.mn. taenidia) – chitynowe zgrubienie występujące w ścianach dróg oddechowych owadów.
Tenidia mogą mieć formę pierścieniową lub spiralną. W ścianach tchawek są grube i pokryte woskiem, zaś w ściankach tracheoli cienkie i pozbawione wosku. Pełnią one funkcję wzmacniającą, chroniąc tchawki i tracheole przed zapadaniem się podczas obniżania się ciśnienia wewnętrznego. Szczegóły kształtu tenidiów różnią się między taksonami, jak i między różnymi odcinkami dróg oddechowych tego samego organizmu. Redukcja lub całkowity zanik tenidiów charakteryzuje towarzyszące mięśniom skrzydeł owadów dobrze latających worki powietrzne.